# Allen Reiser
Allen Reiser (* 1952) ist ein kanadischer Pianist und Musikpädagoge.

## Leben und Wirken
Reiser war Klavierschüler von Peter Katin in England sowie von Robin Wood und Mary Hughs Fenwick in Kanada. Daneben studierte er am Mozarteum in Salzburg und der Banff School of Fine Arts und erhielt eine Goldmedaille des Toronto Conservatory of Music. Er unterrichtet am Mount Royal College Conservatory in Calgary, das ihn 1992 mit dem Distinguished Faculty/Teaching Award auszeichnete. Daneben gibt er Sommerkurse u. a. im Rahmen der Cranbrook Summer Music School und der Victoria's Piano Summer Music School.
Als Solist trat Reiser mit den Sinfonieorchestern von Calgary, Victoria und Montreal und anderen auf und war Gast bei internationalen Festivals wie der Calgary International Organ Festival & Competition, dem Gina Bachauer International Piano Festival in Salt Lake City und den Canada House Recital Series in England.
Sein A Canadian Piano Album, das eine Sammlung für den Unterricht verwendeter Kompositionen zeitgenössischer kanadischer Komponisten enthält, wurde 2001 für den Prairie Music Award in der Kategorie Hervorragende klassische Aufnahme nominiert. 2005 erschien das Album Sonatinas and Little Sonatas, das Sonatinen und kleine Sonaten von Clementi, Kuhlau, Haydn, Mozart, Beethoven und Johann Christian Bach vereinigt.